# 忘怀洞
“忘怀洞”（英語：Memory hole，又译：思旧穴）是在英国反烏托邦小说《一九八四》（Nineteen Eighty-Four）中，真理部的温斯顿·史密斯所使用的文件销毁工具。按小说的描述，是个带门的大火炉，把文件扔进去，历史就消失了，是史密斯这个纪录司（英文：Records Department。新语：纪司／Recdep）职员的重要工具，可以任意“改正”历史。
小说中，温斯顿·史密斯发现了一张照片，告诉他自己的对一个历史的记忆是错误的，虽然他一直在提醒自己这是事实，但是还是把这张重要的纸片扔進忘怀洞。在后来被奥勃良逮捕以后，他努力告诉自己这是事实，但是最终敌不过“友爱部”的思想改造承认这是他的“幻想”。
“忘怀洞”在这里做了无比辛辣的讽刺，抨击了少数人为了掩盖历史不惜篡改历史的事实。
在著名翻译家董乐山所译的《1984》中，译者前言中曾提到，奥威尔发现在图书馆找一张照片时候却发现上面少了个人，对另一位作家说到，历史已经停止了。